# Blies-Ébersing
Blies-Ébersing (fràncic lorenès Ebersinge) és un municipi francès situat al departament del Mosel·la i a la regió del Gran Est. L'any 2007 tenia 568 habitants.

## Demografia

### Població
El 2007 la població de fet de Blies-Ébersing era de 568 persones. Hi havia 228 famílies, de les quals 43 eren unipersonals (12 homes vivint sols i 31 dones vivint soles), 89 parelles sense fills, 81 parelles amb fills i 15 famílies monoparentals amb fills.
La població ha evolucionat segons el següent gràfic:
Habitants censats

### Habitatges
El 2007 hi havia 239 habitatges, 229 eren l'habitatge principal de la família i 10 estaven desocupats. 216 eren cases i 23 eren apartaments. Dels 229 habitatges principals, 191 estaven ocupats pels seus propietaris, 35 estaven llogats i ocupats pels llogaters i 3 estaven cedits a títol gratuït; 1 tenia dues cambres, 17 en tenien tres, 57 en tenien quatre i 154 en tenien cinc o més. 223 habitatges disposaven pel capbaix d'una plaça de pàrquing. A 82 habitatges hi havia un automòbil i a 135 n'hi havia dos o més.

### Piràmide de població
La piràmide de població per edats i sexe el 2009 era:
| Homes | Edats   | Dones |
| ----- | ------- | ----- |
| 0     | 95 o +  | 0     |
| 0     | 90 a 94 | 4     |
| 0     | 85 a 89 | 0     |
| 0     | 80 a 84 | 0     |
| 0     | 75 a 79 | 4     |
| 8     | 70 a 74 | 16    |
| 12    | 65 a 69 | 12    |
| 8     | 60 a 64 | 12    |
| 20    | 55 a 59 | 16    |
| 20    | 50 a 54 | 24    |
| 16    | 45 a 49 | 16    |
| 32    | 40 a 44 | 36    |
| 32    | 35 a 39 | 20    |
| 16    | 30 a 34 | 28    |
| 16    | 25 a 29 | 12    |
| 12    | 20 a 24 | 16    |
| 24    | 15 a 19 | 20    |
| 20    | 10 a 14 | 32    |
| 16    | 5 a 9   | 8     |
| 8     | 0 a 4   | 0     |

## Economia
El 2007 la població en edat de treballar era de 385 persones, 284 eren actives i 101 eren inactives. De les 284 persones actives 263 estaven ocupades (144 homes i 119 dones) i 21 estaven aturades (5 homes i 16 dones). De les 101 persones inactives 41 estaven jubilades, 23 estaven estudiant i 37 estaven classificades com a «altres inactius».

### Ingressos
El 2009 a Blies-Ébersing hi havia 237 unitats fiscals que integraven 596 persones, la mediana anual d'ingressos fiscals per persona era de 20.489,5 €.

### Activitats econòmiques
Dels 9 establiments que hi havia el 2007, 5 eren d'empreses de construcció, 1 d'una empresa d'hostatgeria i restauració, 1 d'una empresa de serveis i 2 d'empreses classificades com a «altres activitats de serveis».
Dels 7 establiments de servei als particulars que hi havia el 2009, 3 eren paletes, 1 empresa de construcció, 1 perruqueria, 1 restaurant i 1 saló de bellesa.
L'any 2000 a Blies-Ébersing hi havia 4 explotacions agrícoles.

## Equipaments sanitaris i escolars
El 2009 hi havia una escola elemental integrada dins d'un grup escolar amb les comunes properes formant una escola dispersa.

## Poblacions més properes
El següent diagrama mostra les poblacions més properes.